# العلاقات الفلبينية الكوستاريكية
العلاقات الفلبينية الكوستاريكية هي العلاقات الثنائية التي تجمع بين الفلبين وكوستاريكا.

## مقارنة بين البلدين
هذه مقارنة عامة ومرجعية للدولتين:
| وجه المقارنة                                              | الفلبين                       | كوستاريكا                                 |
| --------------------------------------------------------- | ----------------------------- | ----------------------------------------- |
| المساحة (كم2)                                             | 343.45 ألف                    | 51.10 ألف                                 |
| عدد السكان (نسمة)                                         | 104.92 مليون                  | 4.91 مليون                                |
| الكثافة السكانية (ن./كم²)                                 | 305.49                        | 96.09                                     |
| العاصمة                                                   | مانيلا                        | سان خوسيه                                 |
| اللغة الرسمية                                             | اللغة الفلبينية، لغة إنجليزية | اللغة الإسبانية                           |
| العملة                                                    | بيسو فلبيني                   | كولون كوستاريكي                           |
| الناتج المحلي الإجمالي (بليون دولار)                      | 313.60 مليار                  | 57.06 مليار                               |
| الناتج المحلي الإجمالي (تعادل القوة الشرائية) بليون دولار | 743.90 مليار                  | 74.98 مليار                               |
| الناتج المحلي الإجمالي الاسمي للفرد دولار أمريكي          | 2.90 ألف                      | 11.26 ألف                                 |
| الناتج المحلي الإجمالي للفرد دولار أمريكي                 | 7.39 ألف                      | 14.92 ألف                                 |
| مؤشر التنمية البشرية                                      | 0.668                         | 0.766                                     |
| رمز المكالمات الدولي                                      | +63                           | +506                                      |
| رمز الإنترنت                                              | .ph                           | .cr، قائمة نطاقات المستوى الأعلى للإنترنت |
| المنطقة الزمنية                                           | توقيت الفلبين                 | 00                                        |

## منظمات دولية مشتركة
يشترك البلدان في عضوية مجموعة من المنظمات الدولية، منها:
| علم المنظمة | اسم المنظمة                               | تاريخ انضمام الفلبين | تاريخ انضمام كوستاريكا |
| ----------- | ----------------------------------------- | -------------------- | ---------------------- |
|             | الاتحاد البريدي العالمي                   | ?                    | ?                      |
|             | يونسكو                                    | 21 نوفمبر 1946       | 19 مايو 1950           |
|             | البنك الدولي للإنشاء والتعمير             | 27 ديسمبر 1945       | 8 يناير 1946           |
|             | منظمة التجارة العالمية                    | 1995                 | ?                      |
|             | وكالة ضمان الاستثمار متعدد الأطراف        | 8 فبراير 1994        | 8 فبراير 1994          |
|             | الاتحاد الدولي للاتصالات                  | 25 مايو 1912         | 13 سبتمبر 1932         |
|             | منظمة الشرطة الجنائية الدولية             | ?                    | ?                      |
|             | مؤسسة التمويل الدولية                     | 12 أغسطس 1957        | 20 يوليو 1956          |
|             | الأمم المتحدة                             | 24 أكتوبر 1945       | 2 نوفمبر 1945          |
|             | مؤسسة التنمية الدولية                     | 28 أكتوبر 1960       | 30 يونيو 1961          |
|             | الفريق المعني برصد الأرض                  | ?                    | ?                      |
|             | منظمة حظر الأسلحة الكيميائية              | ?                    | ?                      |
|             | المركز الدولي لتسوية المنازعات الاستشارية | 17 ديسمبر 1978       | 27 مايو 1993           |

## وصلات خارجية
- موقع وزارة الخارجية الفلبينية
- موقع وزارة الخارجية الكوستاريكية